# Убинка (село)
У́бинка (каз. Убинка) — село в Шемонаихинском районе Восточно-Казахстанской области Казахстана, входит в состав Зевакинского сельского округа. Код КАТО — 636843400.

## География
Село расположено в юго-западной части Шемонаихинского района, в 13 километрах к северо-западу от административного центра сельского округа села Зевакино, в 30 километрах к юго-западу от районного центра города Шемонаиха. Ближайшая железнодорожная станция Рулиха — расположена в 23 километрах к северо-востоку от села (по дороге — 38 км). Соседние населённые пункты: Новая Убинка в 2 километрах к востоку, Уба-Форпост в 5 километрах к западу. Транспортное сообщение осуществляется автомобильной дорогой KF SH-14 «Подъезд к селу Убинка» (11,5 км). Высота центра населённого пункта — 228 метров над уровнем моря. 

## Население
| Численность населения | Численность населения | Численность населения |
| 1989                  | 1999                  | 2009                  |
| --------------------- | --------------------- | --------------------- |
| 1094                  | ↘941                  | ↘851                  |

Процентное соотношение численно-преобладающих национальностей согласно переписи 1989 года:
| Национальность | Процентное соотношение |
| -------------- | ---------------------- |
| Русские        | 70 %                   |
| Другие         | 30 %                   |